# Qarapapaq
Qarapapaq è un comune dell'Azerbaigian situato nel distretto di Qazax.